# Margdalops caligatus
Margdalops caligatus är en tvåvingeart som beskrevs av Rohacek och Barraclough 2003. Margdalops caligatus ingår i släktet Margdalops och familjen sumpflugor.
Artens utbredningsområde är Kenya. Inga underarter finns listade i Catalogue of Life.